# 珍妮弗·埃伯哈特
珍妮弗·埃伯哈特（1965年1月1日—）是一位美国社会心理学家，任职于史丹佛大學心理学系，2014年获麦克阿瑟奖，2022年获刘易斯·托马斯奖，主要作品有《偏見的力量：破解內隱偏見，消弭歧視心態》（Biased: Uncovering the Hidden Prejudice That Shapes What We See, Think, and Do）等。